# Óscar Ramírez
Óscar Antonio Ramírez Hernández (San Antonio de Belén, 8 de dezembro de 1964) é um treinador e ex-futebolista costarriquenho, que atuava como meia. Atualmente é o técnico da Seleção da Costa Rica.

## Carreira
Oscar Ramírez fez parte do elenco da Seleção Costarriquenha de Futebol da Copa do Mundo de 1990. 